# Alexandre Pasche
Alexandre Pasche (Losanna, 31 maggio 1991) è un calciatore svizzero, centrocampista del Baden.

## Carriera

### Club
Il 20 giugno 2012 lo Young Boys lo cede in prestito al Servette fino alla pausa invernale, dopodiché il giocatore apparterrà definitivamente alla squadra ginevrina per tre stagioni. Fa quindi il suo esordio con la squadra ginevrina il 13 luglio 2012 nella prima giornata di campionato affrontando allo Stade de Genève il Basilea. Segna la sua prima rete con la maglia del Servette il 28 ottobre 2012 allo Stade de Genève contro il Grasshoppers permettendo alla squadra ginevrina di vincere la partita per 2-0. All'inizio della stagione 2013-2014, l'allora allenatore del Servette Sébastien Fournier decide di dargli la fascia da capitano dopo il trasferimento di Xavier Laglais Kouassi al Sion. Segna la prima rete della stagione in occasione della trasferta a Locarno del 9 dicembre 2013, firmando il definitivo 4-0.

### Nazionale
Tra il 2009 ed il 2010 ha totalizzato complessivamente 6 presenze ed una rete con la maglia della nazionale svizzera Under-19.

## Palmarès
- Challenge League: 1

Losanna: 2019-2020